# KN-09 (Mehrfachraketenwerfer)
Die KN-09 (K-SS-X-9) ist ein nordkoreanisches 300-mm-Raketenartilleriesystem, das aus einer Abschusseinheit mit acht Raketen besteht, die in zwei Vierer-Startbehältern verpackt sind.

## Design
Es wird vermutet, dass der KN-09 von ähnlichen MRLs mit 300 mm Kaliber wie dem russischen BM-30 Smertsch, dem chinesischen WS-1B oder sogar dem syrischen M-302 abgeleitet ist. Bei dem für den KN-09 verwendeten Lkw soll es sich um die in China hergestellte zivile Version des Sinotruk HOWO handeln, die für militärische Zwecke umgebaut wurde. Das erste Mal wurde es 2014 gesehen, als Südkorea und die Vereinigten Staaten ihre gemeinsamen Übungen durchführten.
Während sich die Bezeichnung KN-09 zunächst auf das lokal entwickelte Kh-35 (lokal Kumsong 3 genannt) zu beziehen schien, wurde später klargestellt, dass sie sich auf dieses MRL-System bezieht.
Südkorea schätzt die Reichweite der 300-mm-Raketen auf 180–200 km bei einer Nutzlast von 190 kg, was deutlich mehr ist als die bisher größte Reichweite der MRL der koreanischen Volksarmee, die 240-mm-Raketen M1985/M1991 mit einer Reichweite von 60–65 km. Dies war mehr als genug, um Seoul zu bedrohen, aber die Reichweite der KN-09 kann halb Südkorea abdecken, einschließlich des Gyeryongdae-Komplexes des ROK-Militärs in der Provinz Süd-Chungcheong sowie der Stadt Daejeon, und wichtige Militärstützpunkte der United States Forces Korea wie Pyeongtaek und den Luftwaffenstützpunkt Osan, 97 km südlich von Seoul, bedrohen. Die 300-mm-Raketen sind wahrscheinlich (ohne die genauen Eigenschaften der KN-09 zu kennen, man vergleiche nur die Kaliber) dreimal so stark wie die 122-mm-Rakete der BM-21, und es werden auch Splitterminengeschosse und Granaten zum Eindringen in den Untergrund hergestellt; möglicherweise verfügen sie über eine Art Leitsystem. Südkorea geht davon aus, dass die KN-09 bis Ende 2016 in Dienst gestellt werden kann.
Die staatliche nordkoreanische Nachrichtenagentur Korean Central News Agency (KCNA) veröffentlichte im März 2016 Fotos des KN-09, auf denen Verbesserungen des Systems zu sehen waren. Der 6×6-Raketenwerfer verfügt über gepanzerte Lamellen, um die Windschutzscheibe vor Raketeneinschlägen zu schützen, und die acht Abschussrohre sind in zwei Hülsen mit je vier Raketen untergebracht, was die Nachladezeit verkürzt, da die Hülsen mit Raketen vorgeladen und schneller ausgetauscht werden können als das Nachladen einzelner Rohre. Obwohl man vermutet, dass die Konstruktion der MRL auf russischen und chinesischen großkalibrigen Raketenartilleriegeschützen basiert und die Lenkung wahrscheinlich über das russische GLONASS- oder das chinesische Beidou-Navigationssystem erfolgt, verfügen die Raketen über zwei Steuerflossen am Kopf, ein Lenkungsmerkmal, das für die amerikanische M31 GMLRS, die vier kleine Flügel am Kopf der Rakete hat, um die Genauigkeit zu erhöhen, und für die indische Pinaka Mk-II charakteristisch ist, ein Merkmal, das bei der 9K58 Smertsch nicht vorhanden ist. Aus dem als streng geheim eingestuften Dokument geht hervor, dass der Norden offenbar die Entwicklung und den Einsatz von 300-mm-Mehrfachraketenwerfern abgeschlossen hat, die mit Bildleit- und GPS-Systemen ausgestattet sind und Daejeon treffen können, wo sich das gemeinsame militärische Hauptquartier von Heer, Marine und Luftwaffe befindet. Die potenziell genaue Steuerung der Raketen würde wahrscheinlich dazu führen, dass dieses System zur Bekämpfung von Objekten von militärischer Bedeutung, wie z. B. Flugplätzen in Südkorea, eingesetzt wird.
Bei den Militärparaden 2020 und 2022 wurde die KN-09 mit einer größeren Anzahl von Raketen als ursprünglich gezeigt, nämlich mit 12 Startrohren, die auf einem modifizierten 8x8 ZIL-135-Fahrgestell montiert sind. Das System wurde auch so analysiert, dass es bis 2018 in Betrieb genommen werden kann.
Weiteres:
- KN-23
- KN-24 (Hwasongpho-11NA)
- KN-25 ('super large calibre multiple rocket launcher')